# (374) Burgundia
(374) Burgundia est un astéroïde de la ceinture principale découvert par Auguste Charlois le 18 septembre 1893.
Il a été « nommé d'après l'ancien royaume, duché et province » de Bourgogne. C'est l'une des sept découvertes de Charlois qui ont été explicitement nommées par l'Institut de calcul astronomique.

## Compléments